# STEAM образовање
STEAM поља обухватају области науке, технологије, инжењерства, уметности и математике. STEAM програм дизајниран је да интегрише STEM предмете са предметима уметности у различите релевантне образовне дисциплине. Циљ овог програма је да студенте научи иновацијама, критичком размишљању, па и коришћењу инжењеринга или технологије на маштовит и креативан начин, као приступ свакодневним проблемима. STEAM програми додају уметност у STEM наставни план и програм, ослањајући се на принципе расуђивања, дизајна и подстичући креативна решења.

## STEAM у дечијим медијима
43. сезона Улице Сезам наставља да се фокусира на STEM, али проналази начине да интегрише и уметност. Они наводе: „Ово помаже да учење STEM концепата учини релевантним и примамљивим за малу децу, наглашавајући како уметници користе STEM знање да унапреде своју уметност или реше своје проблеме. Такође пружа контекст за важност STEM знања у каријери и уметности (нпр. музичар, сликар, вајар, плесач).

## Друге употребе STEAM акронима
Друга значења слова "А" укључују и пољопривреду, архитектуру и примењену математику.
Школа дизајна на Роуд Ајланду има STEM ка STEAM програм, а у једном тренутку је одржавала интерактивну мапу, која је показивала глобалне STEAM иницијативе. Релевантне организације су успеле да се додају на мапу, иако она више није доступна на локацији наведеној у саопштењима за јавност.
Неки програми нуде STEAM из фокуса на основни ниво, као што су математика и наука.
СтимХед је непрофитна организација која промовише иновације и приступачност у образовању, фокусирајући се на STEAM поља.
Као део гранта Одељења за образовање од 1,5 милиона долара, Институт за образовање Волф Трапа обучава и поставља подучаваче у предшколским установама и вртићима. Уметници сарађују са наставницима како би интегрисали математику и науку у уметност.
Американка Лиса Ла Бонте, извршна директорка фондације подухвата младих арапа, са седиштем у Уједињеним Арапским Емиратима, користи STEAM акроним, али њен рад не укључује интеграцију уметности. Почевши од 2007. године, Ла Бонте је креирала и водила бесплатне STEAM програме високог профила, додавши А као „инспирисани STEM“, где А означава аеронаутику, авијацију, астрономију, ваздухопловство. Године 2008. отворен је  „Штанд за дизајн за младе који је финансирала Фондација коју је створио Престолонаследник Абу Дабија“.

## Примери STEAM послова
Поред осталих, каријере у STEAM-у укључују и:
- аниматор
- земљорадник
- археолог
- архитекта
- астронаут
- астрофизичар
- аудио програмер
- биомедицински инжењер
- конзерватор
- електронски инжењеринг
- модни креатор
- форензички психолог
- графички дизајнер
- дизајнер ентеријера
- машински инжењер
- медицински илустратор
- ортопедски технолог
- фотограф
- пилот
- дизајнер линије производа
- учитељ
- инжењер звука
- дизајнер видео-игара
- веб-дизајнер